# سینما اروپا

سینما اروپا از سینماهای تهران بود. این سینما در سال ۱۳۴۷ با نمایش فیلم جاده زرین سمرقند افتتاح شد. این سینما دارای ۱۴۰۰ صندلی، سه بالکن و دو دستگاه نمایش ۷۰ میلیمتری بود.
این سینما که در خیابان جمهوری، بعد از میدان بهارستان قرار دارد در ۸ اسفند ماه ۱۳۹۰ طعمه حریق و پس از آن تعطیل شد.نهایتا با موافقت سازمان سینمایی و سمعی بصری این سینما از ابتدای شهریورماه سال ۱۴۰۰ منحل گردید.